# Jean-Pierre Wimille
| Jean-Pierre Wimille                 | Jean-Pierre Wimille                 |
| ----------------------------------- | ----------------------------------- |
| Jean-Pierre Wimille 1948.           |                                     |
| Državljanstvo                       | francusko                           |
| Europsko automobilističko prvenstvo |                                     |
| Sezone                              | 1931. − 1932., 1935. − 1936., 1938. |
| Momčadi                             | Bugatti, Alfa Corse                 |
| Utrke                               | 13                                  |
| Prvenstva                           | 0                                   |
| Pobjede                             | 0                                   |
| Podiji                              | 0                                   |
| Prvo startno mjesto                 | 2                                   |
| Najbrži krugovi                     | 0                                   |
| Prva utrka                          | Velika nagrada Italije 1931.        |
| Prva pobjeda                        | -                                   |
| Posljednja pobjeda                  | -                                   |
| Posljednja utrka                    | Velika nagrada Italije 1938.        |
| 24 sata Le Mansa                    |                                     |
| Utrke                               | 1937., 1939.                        |
| Bolid                               | Bugatti                             |
| Pobjede                             | 2 (1937., 1939.)                    |

Jean-Pierre Wimille (Pariz, Francuska, 26. veljače 1908. - Buenos Aires, Argentina, 28. siječnja 1949.) je bio francuski vozač Grand Prix automobilističkih utrka i član francuskog pokreta otpora za vrijeme Drugog svjetskog rata.
Na Velikoj nagradi Francuske je debitirao 1930. na stazi Pau u Bugattiju T37A, no odustao je nakon samo dva kruga zbog kvara na kompresoru. Sljedeće 1931. nastupa na Velikim nagradama u Belgiji, Njemačkoj i Italiji u prvoj sezoni Europskog automobilističkog prvenstva, a najbolji rezultat ostvaruje u Italiji na Monzi, kada u Bugattiju T51, zajedno sa suvozačem Jeanom Gaupillatom, osvaja četvrto mjesto. Godine 1932. nastupa samo na Velikoj nagradi Francuske, koju ne uspijeva završiti, no ostvaruje pobjede na utrkama koje nisu bile dio prvenstva, na Velikoj nagradi Orana na stazi Arcole, i Velikoj nagradi Lorrianea, ovoga puta u bolidu Alfa Romeo 8C "Monza".
U godinama 1933. i 1934., kada se Europsko automobilističko prvenstvo nije vozilo, Wimille stiže do pobjede na Velikoj nagradi Alžira 1934. u Bugattiju T59. Kada je Europsko automobilističko prvenstvo ponovo pokrenuto 1935., Wimille je u njemu nastupao tri sezone vozeći za momčad Automobiles E. Bugatti, a svoje posljednje dvije utrke na Velikoj nagradi Švicarske i Velikoj nagradi Italije 1938. je vozio za Alfa Corse u bolidu Alfa Romeo Tipo 312. Najbolji rezultat je ostvario na Velikoj nagradi Španjolske 1935., kada je u kvalifikacijama osvojio pole position, no utrku je završio na četvrtom mjestu. U razdoblju od 1936. do 1939. pobjeđivao je na mnogim utrkama, među kojima se najviše ističu dvije pobjede na utrci 24 sata Le Mansa 1937. sa suvozačem Robertom Benoistom i 1939. sa suvozačem Pierrom Veyronom, te prva pobjeda na domaćoj Velikoj nagradi Francuske 1936. na stazi Montlhéry sa suvozačem Raymondom Sommerom, koja te godine nije bila dio Europskog automobilističkog prvenstva.
Za vrijeme Drugog svjetskog rata, zajedno s Robertom Benoistom i Williamom Groverom-Williamsom, djelovao je u britanskoj obavještajnoj organizaciji za specijalne operacije protiv nacista, da bi nešto kasnije postao član francuskog pokreta otpora. Nekoliko tjedana prije invazije Dan D 6. lipnja 1944., Benoistove i Wimilleove grupe su paralizirale Nantes i počele organizirati oružanu pobunu južno od Pariza. Wimille je preživio rat, za razliku od Benoista i Glovera-Williamsa, koje su nacisti uhvatili i pogubili.
Nakon rata, Wimille se vratio utrkivanju. Godine 1946. upisao je tri pobjede na neprvenstvenim utrkama Formule 1 u Alfa Romeu. U 1947. i 1948. je nastupao i za momčad Equipe Gordini, ali je sve pobjede ostvario u Alfa Romeu 158, gdje je zajedno s momčadskim kolegama Achilleom Varzijem i Carlom Feliceom Trossijem, bio gotovo nepobjediv. Wimille je pobijedio na Velikoj nagradi Švicarske na Bremgartenu 1947. ispred Varzija i Trossija, te na Velikoj nagradi Belgije na Spa-Francorchampsu iste godine, ispred Varzija i trećeg bolida koji su dijelili Trossi i Gianbattista Guidotti. Sljedeće 1948. ostvaruje pobjede na Velikoj nagradi Francuske na Reimsu, Velikoj nagradi Italije na stazi Turin, te na Velikoj nagradi Monze na istoimenoj stazi.
U siječnju 1949., automobilski klub Argentine (Automóvil Club Argentino), uputio je poziv Wimilleu, Albertu Ascariju, Luigiju Villoresiju, Ninu Farini, Regu Parnellu i drugim europskim vozačima, da zajedno s argentinskim vozačima poput Oscara Alfreda Gálveza i Juana Manuela Fangija, nastupaju na Velikoj nagradi Juana Peróna, koja se vozila na stazi Palermo Park u Buenos Airesu. U petak, 28. siječnja 1949. u 6:00 sati ujutro, počeo je prvi trening za Veliku nagradu. Više od 50 000 gledatelja koji su stigli iz raznih krajeva Argentine, poredalo se na 4,865 kilometara dugačkoj stazi u Buenos Airesu. Wimille je započeo trening oko 6:30. Napravio je dva kruga zagrijavanja, a u trećem je pokušao brže voziti svoj bolid Simca-Gordini. Dok se približavao lijevom zavoju Curva de los Ombúes brzinom od 140 km/h, Wimille je izgubio kontrolu nad bolidom, kada je izbjegavao djecu koja su izašla na stazu. Njegov Simca-Gordini nekoliko se puta preokrenuo, udario u barijeru od slame i prevrnuo se, prignječivši nesretnog Wimillea. Francuz je odmah prevezen u bolnicu Fernández u Buenos Airesu, gdje je ubrzo podlegao ozljedama. Crni vikend na stazi Palermo Park, nastavio se i na utrci, kada je poginuo argentinski vozač Pablo Pessatti, a u izlijetanju drugog argentinskog vozača Benedicta Camposa, ozlijeđeno je nekoliko gledatelja. Wimille je poginuo otprilike pola godine nakon smrti Achillea Varzija i pola godine prije smrti Carla Felicea Trossija, što je Alfi Romeo zadalo veliki udarac i koja se 1949. gotovo povukla iz utrkivanja, a za prvu sezonu Svjetskog prvenstva Formule 1 1950. je trebala angažirati nove vozače u vidu Nina Farine, Juana Manuela Fangija i Luigija Fagiolija.

## Vanjske poveznice
- Jean-Pierre Wimille - Driver Database
- Jean-Pierre Wimille - Racing Sports Cars
- Jean-Pierre Wimille - Stats F1